# Glyphonycteris behnii
Glyphonycteris behnii (Peters, 1865) è un pipistrello della famiglia dei Fillostomidi diffuso nell'America meridionale.

## Descrizione

### Dimensioni
Pipistrello di piccole dimensioni, con la lunghezza dell'avambraccio tra 45 e 47 mm e un peso fino a 15,5 g.

### Aspetto
La pelliccia è composta da peli tricolori. Le parti dorsali sono marroni scure con la punta dei peli più chiara, mentre le parti ventrali sono bruno-grigiastre. La base dei peli è ovunque bianca. Il muso è allungato, provvisto di una foglia nasale lanceolata con la porzione anteriore larga e separata dal labbro superiore. Sul mento è presente un solco longitudinale contornato da un cuscinetto carnoso a forma di V.  Le orecchie sono grandi, separate tra loro, triangolari ed appuntite. Il trago è piccolo, triangolare ed appuntito. Le alis sono attaccate posteriormente sulle caviglie. La coda è corta ed è completamente inclusa nell'uropatagio. Il calcar è più corto del piede.

## Biologia

### Alimentazione
Si nutre di alcuni insetti.

## Distribuzione e habitat
Questa specie è diffusa negli stati brasiliani meridionali del Mato Grosso e Minas Gerais, nel Perù sud-orientale e in Bolivia.
Vive nel cerrado, savane boscose e foreste amazzoniche.

## Conservazione
La IUCN Red List, considerato che questa specie è conosciuta soltanto attraverso pochi individui e considerato che ci sono poche informazioni circa l'ecologia, lo stato della popolazione e la reale posizione tassonomica, classifica G.behnii come specie con dati insufficienti (DD).